# Список олімпійських чемпіонів Білорусі
Нижче наведено список усіх олімпійських чемпіонів незалежної Білорусі, тобто починаючи з зимових Олімпійських ігор 1994 року. Усього золоті медалі Олімпіад отримали 20 спортсменів (16 на літніх Олімпійських іграх і 4 на зимових). У списку спортсмени відсортовані за кількістю золотих олімпійських медалей, а потім за алфавітом.
| ПІБ                                     | ПІБ білоруською                          | К-сть медалей, роки | Вид спорту                       | Примітка                       |
| --------------------------------------- | ---------------------------------------- | ------------------- | -------------------------------- | ------------------------------ |
| Домрачева Дар'я Володимирівна           | Домрачава Дар'я Уладзіміраўна            | 3 (2014)            | Біатлон                          |                                |
| Карстен Катерина Анатоліївна            | Карстэн Кацярына Анатолеўна              | 2 (1996, 2000)      | Академічне веслування            |                                |
| Абалмасов Олексій Олександрович         | Абалмасаў Аляксей Аляксандравіч          | 1 (2008)            | Веслування на байдарках та каное | У складі команди               |
| Азаренко Вікторія Федорівна             | Азаранка Вікторыя Фёдараўна              | 1 (2012)            | Теніс                            | У парі з Мирним М.             |
| Арямнов Андрій Миколайович              | Арамнаў Андрэй Мікалаевіч                | 1 (2008)            | Важка атлетика                   |                                |
| Богданович Андрій Вікторович            | Багдановіч Андрэй Віктаравіч             | 1 (2008)            | Веслування на байдарках та каное | У команді з Богдановичем О. В. |
| Богданович Олександр Вікторович         | Багдановіч Аляксандр Віктаравіч          | 1 (2008)            | Веслування на байдарках та каное | У команді з Богдановичем А. В. |
| Гончаров Владислав Олегович             | Ганчароў Уладзіслаў Алегавіч             | 1 (2016)            | Гімнастика                       |                                |
| Гришин Олексій Геннадійович             | Грышын Аляксей Генадзевіч                | 1 (2010)            | Фристайл                         |                                |
| Звєрєва Еліна Олександрівна             | Зверава Эліна Аляксандраўна              | 1 (2000)            | Легка атлетика                   |                                |
| Кушнір Антон Сергійович                 | Антон Сяргеевіч Кушнір                   | 1 (2014)            | Фристайл                         |                                |
| Литвинчук Артур Сергійович              | Літвінчук Артур Сяргеевіч                | 1 (2008)            | Веслування на байдарках та каное | У складі команди               |
| Макаров Ігор Вікторович                 | Макараў Ігар Віктаравіч                  | 1 (2004)            | Дзюдо                            |                                |
| Мартинов Сергій Анатолійович            | Мартынаў Сяргей Анатольевіч              | 1 (2012)            | Стрілецький спорт                |                                |
| Махньов Вадим Геннадійович              | Махнеў Вадзім Генадзевіч                 | 1 (2008)            | Веслування на байдарках та каное | У складі команди               |
| Мирний Максим Миколайович               | Мірны Максім Мікалаевіч                  | 1 (2012)            | Теніс                            | У парі з Азаренко В. Ф.        |
| Нестеренко Юлія Вікторівна              | Несцярэнка Юлія Віктараўна               | 1 (2004)            | Легка атлетика                   |                                |
| Петрушенко Роман Іванович               | Пятрушэнка Раман Іванавіч                | 1 (2008)            | Веслування на байдарках та каное | У складі команди               |
| Провалінська-Карольчик Яніна Диславівна | Правалінская-Карольчык Яніна Дзіславаўна | 1 (2000)            | Легка атлетика                   |                                |
| Цупер Алла Петрівна                     | Цупер Ала Пятроўна                       | 1 (2014)            | Фристайл                         |                                |

Загалом золоті медалі для Білорусі здобували 19 спортсменів: 12 чоловіків (у тому числі 2 на зимових Олімпійських іграх) і 7 жінок (у тому числі 2 на зимових Іграх), з них одна спортсменка ставала чемпіонкою двічі і одна тричі.
8 спортсменів і спортсменок здобували медалі у складі команд (загалом три командних медалі, в тому числі одна змішана команда).

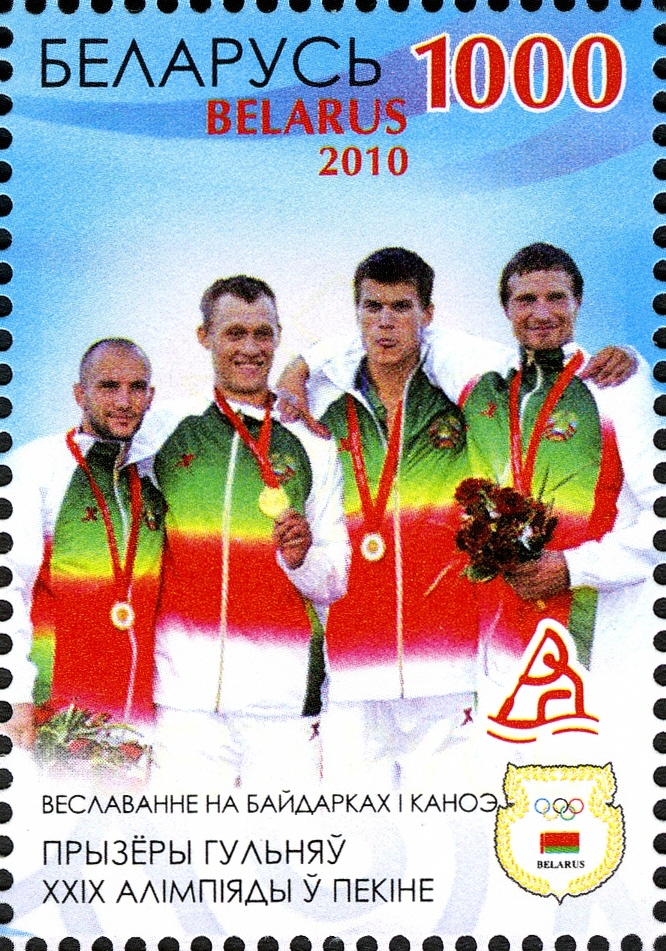
Абалмасов, Петрушенко, Литвинчук, Махньов
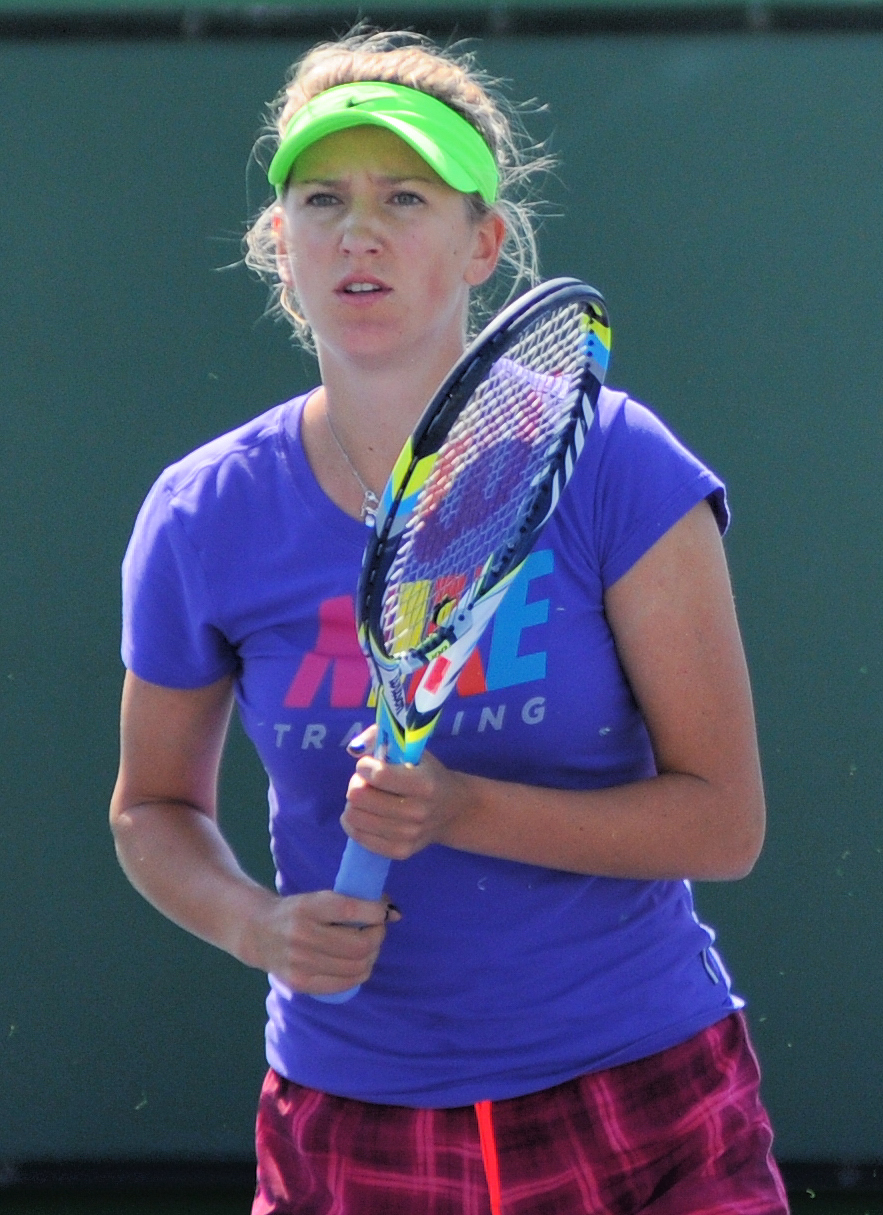
Вікторія Азаренко
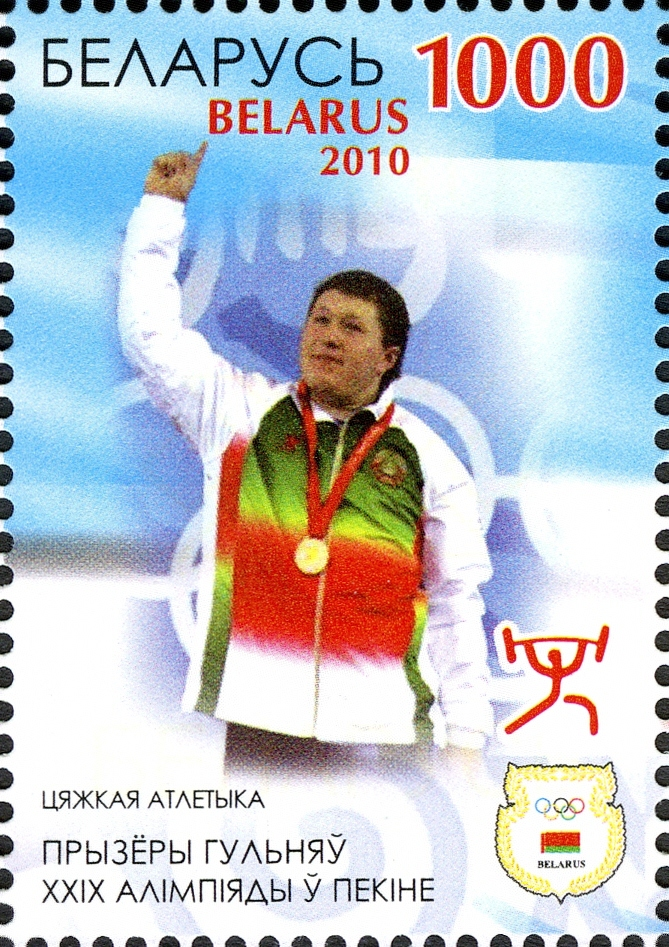
Андрій Арямнов
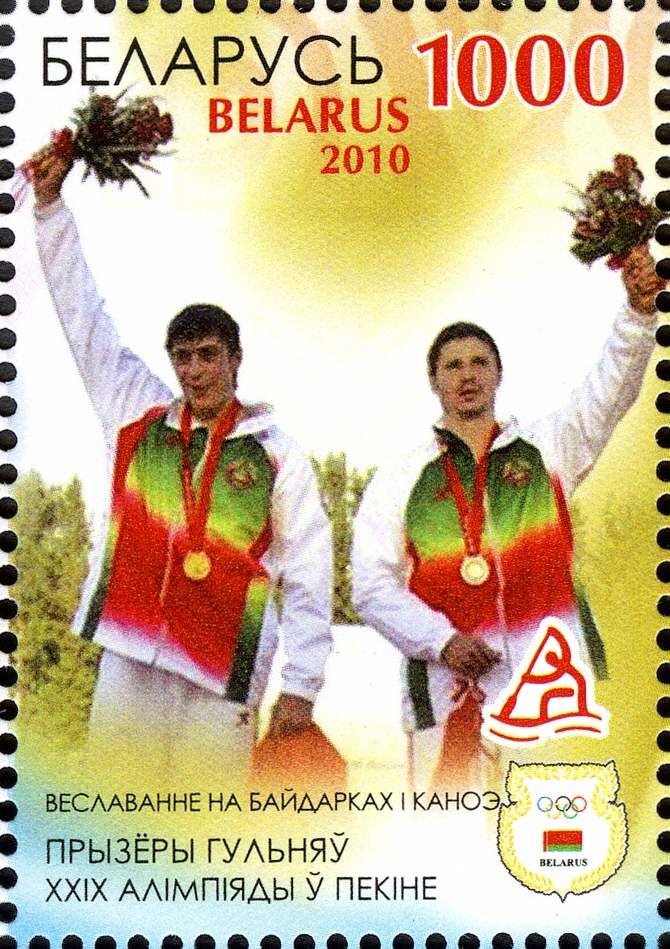
Андрій і Олександр Богдановичі
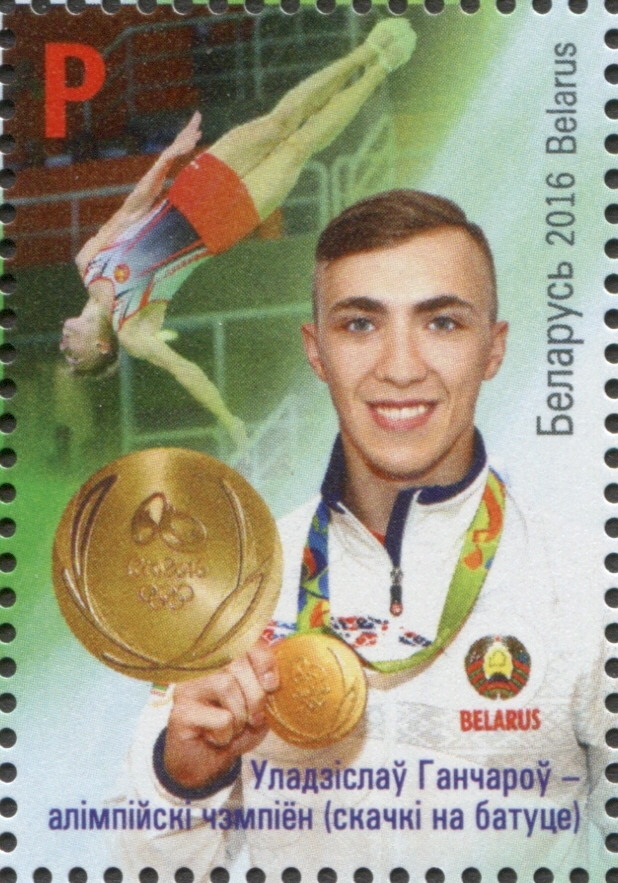
Владислав Гончаров
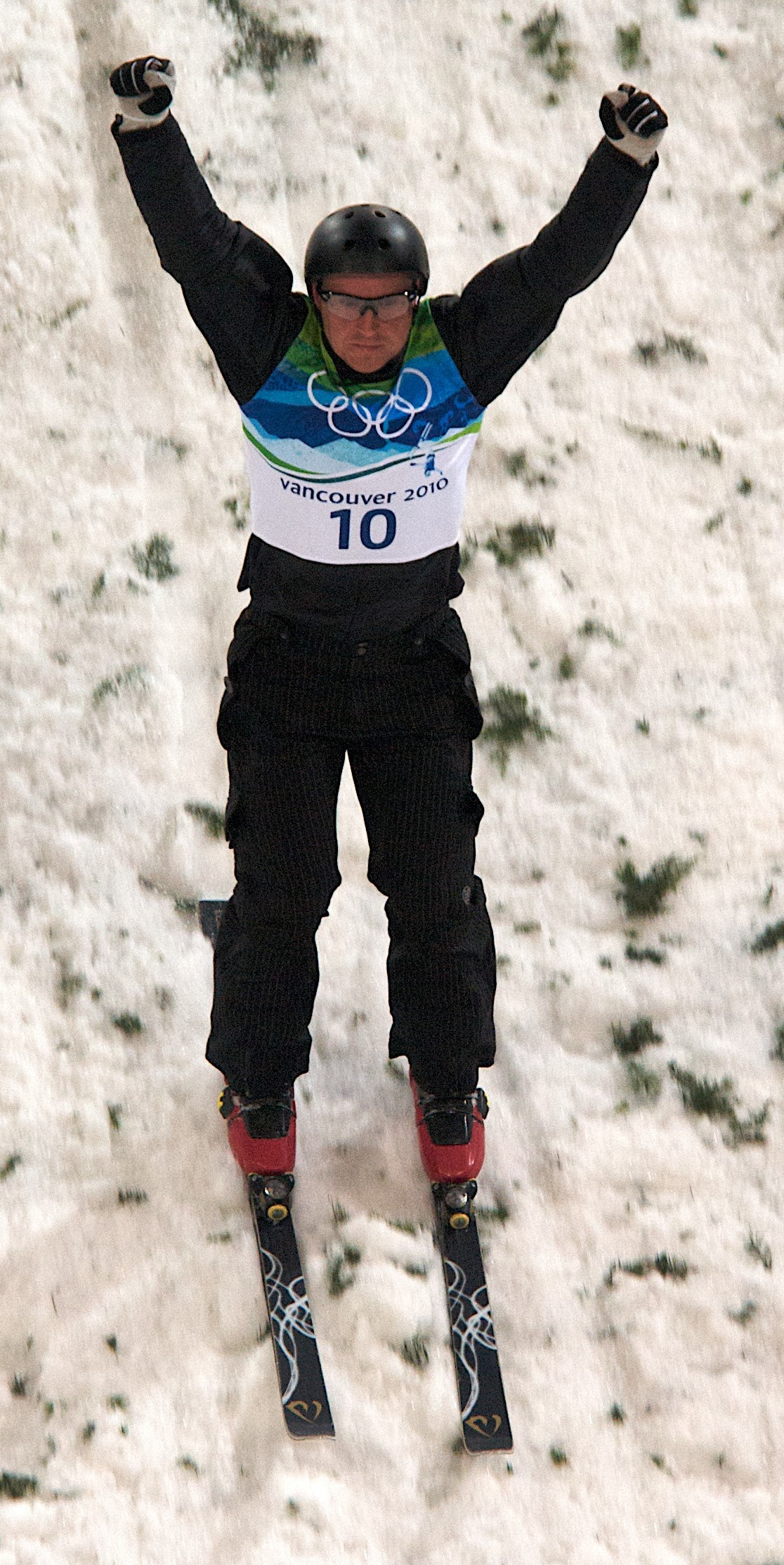
Олексій Гришин
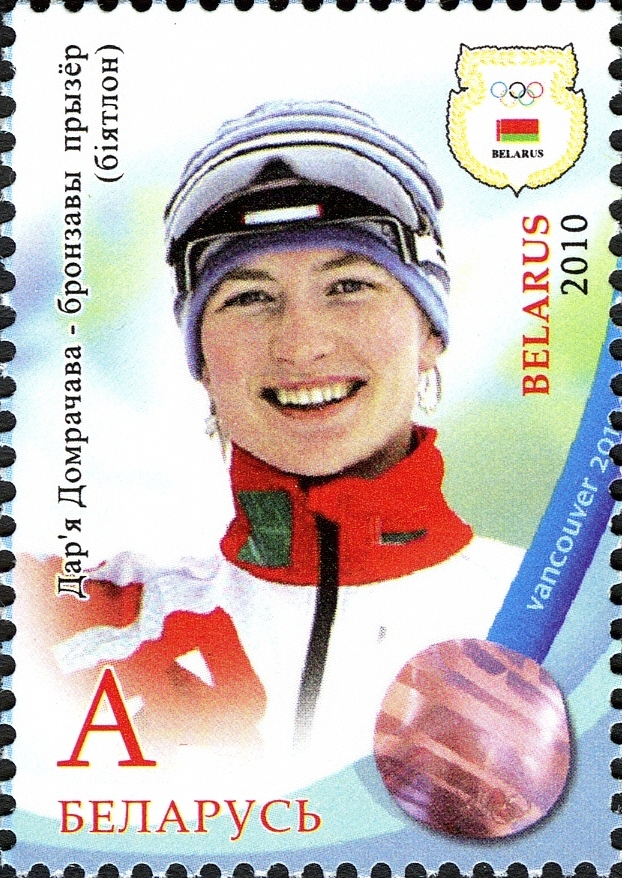
Дарія Домрачева
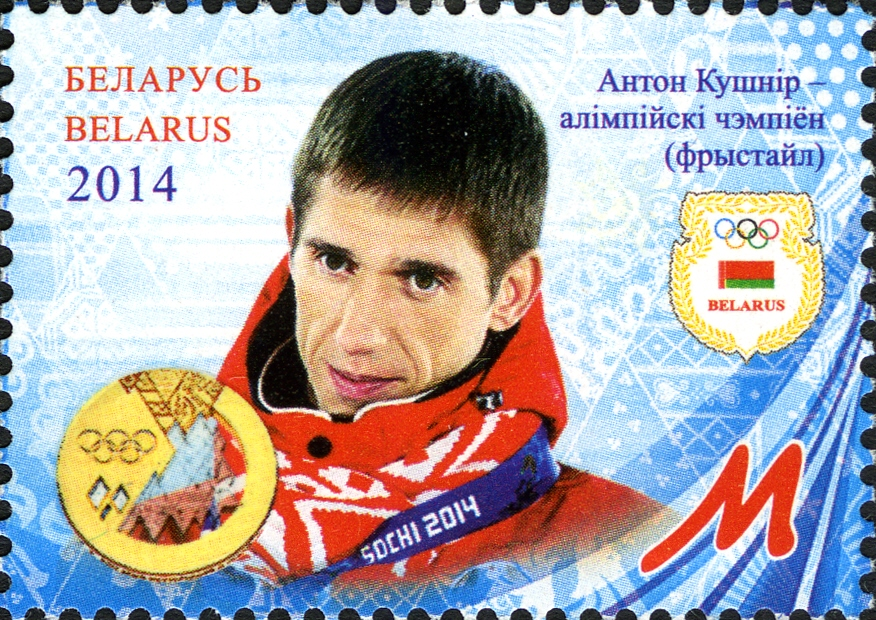
Антон Кушнір
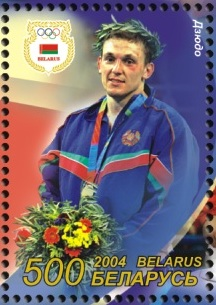
Ігор Макаров
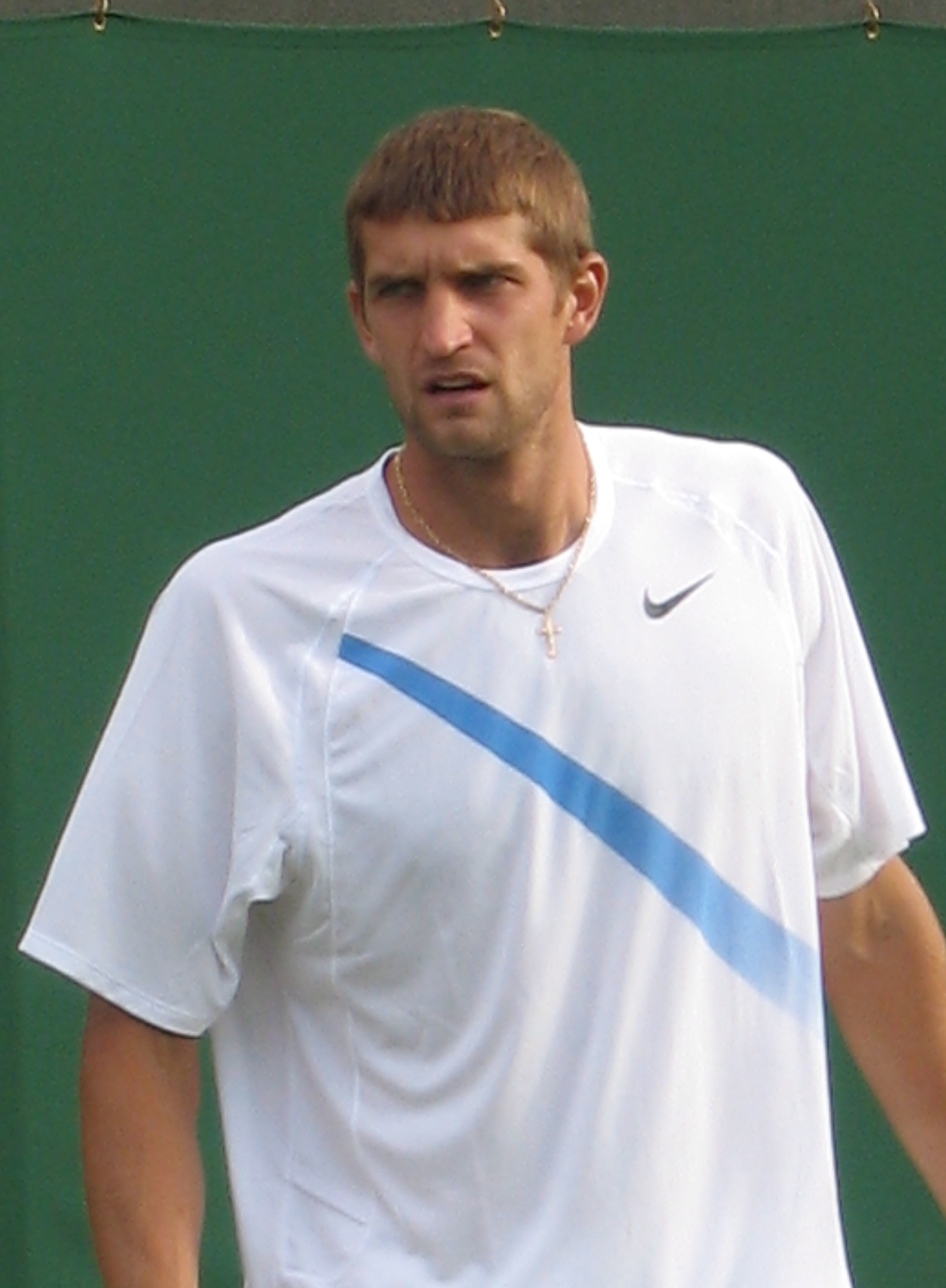
Максим Мирний
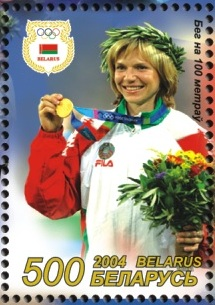
Юлія Нестеренко
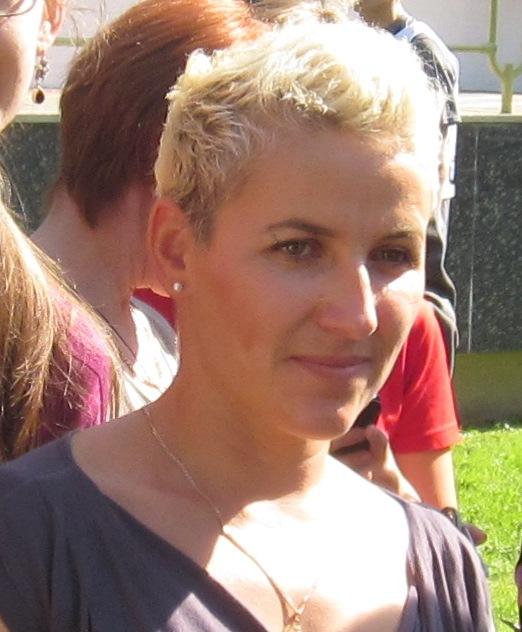
Алла Цупер